# 梢
| ウィキペディアには「梢」という見出しの百科事典記事はありません（タイトルに「梢」を含むページの一覧/「梢」で始まるページの一覧）。 代わりにウィクショナリーのページ「梢」が役に立つかもしれません。 |